# Vallone di Pirano
Il vallone di Pirano (in sloveno Piranski zaliv; in croato Piranski zaljev o Savudrijska vala), anche detto baia o golfo di Pirano, è una baia del Golfo di Trieste che prende il nome dalla città slovena di Pirano.

## Descrizione
Delimitato dalla linea che connette punta Salvore a sud con punta Madonna della Salute a nord, e misura circa 19 chilometri quadrati, si trova a cavallo del confine tra la Slovenia e la Croazia, costituito dal corso del fiume Dragogna, la cui foce sono le saline di Sicciole. Le principali città che si affacciano sul vallone sono Pirano e Portorose, entrambe slovene. Il vallone è al centro di una disputa tra la Croazia e la Slovenia, in quanto l'esatto confine marittimo fra i due stati è oggetto di una controversia.

## Controversia
Il 20 luglio 2001 i primi ministri di Slovenia e Croazia, Janez Drnovšek e Ivica Račan, hanno stipulato l'accordo Drnovšek-Račan, che definisce il confine tra i due paesi, compreso quello marittimo. Secondo l'accordo, la Croazia avrebbe posseduto circa un terzo del golfo e un confine marittimo con l'Italia, mentre la Slovenia avrebbe avuto un corridoio per collegare le proprie acque territoriali con quelle internazionali.
Questa soluzione avrebbe portato alla creazione di un'exclave marittima croata tra acque italiane e slovene. Tuttavia si sono sollevati dei dubbi sul fatto che l'accordo violerebbe la Convenzione di Ginevra sul mare territoriale e la zona contigua, la quale proibisce la sovranità su parti del mare che non siano collegate alla terraferma.
Per questo motivo, nonostante il Parlamento sloveno abbia ratificato l'accordo, quello croato si è rifiutato di farlo, chiedendo che la disputa fosse esaminata dalla Corte internazionale di giustizia dell'Aia.
Nel 2014 la commissione governativa slovena per la standardizzazione dei nomi geografici ha riferito al gruppo di esperti per i nomi geografici delle Nazioni Unite (United Nations Group of Experts on Geographical Names) riguardo alle varie denominazioni croate del Vallone di Pirano (Vallone di Salvore, Vallone di Dragogna, Vallone di Sicciole); ha ricevuto un riconoscimento internazionale e un sostegno contro il cambiamento del nome geografico, soprattutto in considerazione del fatto che le nuove versioni del nome sono sorte quasi contemporaneamente con la controversia sulla questione dei confini tra due Paesi alla Corte permanente di arbitrato.